# Ophichthus spinicauda
Ophichthus spinicauda är en fiskart som först beskrevs av John Roxborough Norman 1922.  Ophichthus spinicauda ingår i släktet Ophichthus och familjen Ophichthidae. Inga underarter finns listade i Catalogue of Life.